# Beňuš
Beňuš (in tedesco Beneschhau; in ungherese Benesháza, già Benyus; in latino Benesium) è un comune della Slovacchia facente parte del distretto di Brezno, nella regione di Banská Bystrica.

## Storia
Nei documenti antichi, il villaggio è menzionato per la prima volta nel 1380 (Beneshawa) come insediamento di minatori. Nel 1563 è descritto come un villaggio di boscaioli liberi dai dazi feudali. Nel XIV secolo fu interessato dall'emigrazione di elementi tedeschi (daI. Lasslob "Deutsche Ortsnamen in der Slowakei"). Nel 1563 appartenne alla Camera Mineraria di Banská Bystrica.